# Kreissynode
Die Kreissynode, Kirchenkreissynode oder Kirchenkreistag ist das oberste Entscheidungsorgan in  evangelischen Kirchen auf übergemeindlicher Ebene. Zusammensetzung, Leitung und Aufgaben variieren je nach Landeskirche. Als evangelische Synoden bestehen sie jedoch immer aus ordinierten (Pfarrern) und nicht-ordinierten Personen.
Kreis- bzw. Kirchenkreissynoden bestehen in Deutschland in denjenigen Landeskirchen, in denen die Körperschaften, in denen mehrere Kirchengemeinden zusammengefasst sind, als Kirchenkreise bezeichnet werden. Es sind z. B. die Evangelische Landeskirche Anhalts, die Evangelische Kirche Berlin-Brandenburg-schlesische Oberlausitz, die Evangelisch-lutherische Landeskirche Hannovers, die Evangelische Kirche in Mitteldeutschland, die Evangelisch-Lutherische Kirche in Norddeutschland und die Evangelische Kirche in Württemberg. In anderen Landeskirchen, in denen die den Kirchenkreisen entsprechenden Körperschaften Dekanat oder Kirchenbezirk heißen, werden die Synoden als Dekanats- bzw. Bezirkssynoden bezeichnet. In den Landeskirchen Baden und Bayern, in denen  der Kirchenkreis die Ebene oberhalb der Dekanate bzw. Kirchenbezirke ist, gibt es auf dieser Ebene keine Synoden.

## Evangelische Kirche im Rheinland
In der Evangelischen Kirche im Rheinland setzt sich die Kreissynode zusammen aus den im Kirchenkreis tätigen Pfarrstelleninhabern, den Synodalabgeordneten der Kirchengemeinden (einer je Pfarrstelle), bis zu 15 vom Kreissynodalvorstand berufenen Mitgliedern und den Vorsitzenden der kreiskirchlichen Fachausschüsse (Art. 99 KO). Bei sehr großen Kreissynoden besteht aber die Möglichkeit, die Zahl der Synodalen zu begrenzen, indem jede Gemeinde nur eine bestimmte Anzahl an Pfarrstelleninhabern und Synodalabgeordneten entsendet (Art. 99a KO). Die Kreissynode wird alle vier Jahre nach der Wahl der Presbyterien (Kirchengemeindeleitungen) neu gebildet.
Sie hat sich mindestens einmal jährlich zu versammeln (Art. 101 KO), auch wenn in der Regel die meisten Kreissynoden halbjährlich tagen. Die Tagung soll mit einem Abendmahlsgottesdienst beginnen. Zur Tagung ist die Kirchenleitung einzuladen; deren Vertreter sind berechtigt, Anträge zu stellen; zudem ist ihnen auf Verlangen jederzeit das Wort zu erteilen (Art. 102). Die Kreissynode tagt in der Regel öffentlich, sofern keine vertraulichen Angelegenheiten beraten werden (Art. 104 KO).
Die Kreissynode ist das eigentliche Leitungsorgan des Kirchenkreises (Art. 97 KO). Sie wählt aus ihrer Mitte den Kreissynodalvorstand, der in ihrem Auftrag den Kirchenkreis leitet (Art. 114 KO). Zum Kreissynodalvorstand gehört auch der Superintendent, welcher den Vorsitz in Kreissynode und Kreissynodalvorstand führt (Art. 120 KO).
Zu den weiteren Aufgaben der Kreissynode gehören u. a.: Errichtung kreiskirchlicher Pfarrstellen und Stellen für andere Mitarbeitende, Erledigung der Vorlagen von Kreissynodalvorstand und Kirchenleitung, Beschluss über Anträge von Kirchengemeinden und Fachausschüssen, Wahl der Mitglieder der Fachausschüsse, Beschluss der kreiskirchlichen Kollekten, Aufsicht über das Rechnungswesen der Gemeinden und Verbände, Feststellung des kreiskirchlichen Haushaltsplanes und Entlastung der Jahresrechnungen, Beschluss über die kreiskirchlichen Umlagen, Wahl der Abgeordneten zur Landessynode (Art. 98 KO).
In der Evangelischen Kirche von Westfalen sind die rechtlichen Regelungen aufgrund der gemeinsamen Verfassungstradition seit der Rheinisch-Westfälischen Kirchenordnung sehr ähnlich.